# پرامیلا جایاپال
پرامیلا جایاپال (‎/prəˈmɪlə ˈdʒaɪəpɑːl/‎ prə-MILL-ə JY-ə-pahl; زادهٔ ۲۱ سپتامبر ۱۹۶۵) یک فعال و سیاستمدار آمریکایی است که از سال ۲۰۱۷ به عنوان نماینده ایالات متحده از ناحیه هفتم کنگره واشینگتن فعالیت می‌کند. او که عضو حزب دموکرات است، بیشتر سیاتل و همچنین برخی از مناطق حومه شهر کینگ را نمایندگی می‌کرد. جایپال از سال ۲۰۱۵ تا ۲۰۱۷ نماینده  ناحیه ۳۷ قانونگذاری در سنای ایالتی واشینگتن بود. او اولین زن هندی-آمریکایی است که در مجلس نمایندگان ایالات متحده خدمت می‌کند. او که اولین عضو زن این منطقه در کنگره است، همچنین اولین آمریکایی آسیایی است که نماینده واشینگتن در سطح فدرال است.
قبل از ورود به سیاست انتخاباتی، جایپال یک فعال حقوق مدنی و سیاسی مستقر در سیاتل بود و تا سال ۲۰۱۲ به عنوان مدیر اجرایی وان‌امریکن، یک گروه حامی مهاجران خدمت می‌کرد. او پس از حملات ۱۱ سپتامبر این سازمان را که در اصل منطقه آزاد نفرت نامیده می‌شد، تأسیس کرد. جایپال از سال ۲۰۱۹ تا ۲۰۲۱ ریاست مشترک گروه پیشرو کنگره را برعهده داشت و از این پس به عنوان رئیس آن فعالیت می‌کند. او هم در کمیته قضایی و هم در کمیته بودجه خدمت می‌کند.